# BRAND NEW MORNING/제라시 제라시
《BRAND NEW MORNING/제라시 제라시》(BRAND NEW MORNING／ジェラシー ジェラシー BRAND NEW MORNING/질투 질투[*])는 2017년 3월 8일 발매된 모닝구무스메'17의 예순세 번째 싱글이다.

## 개요
- 13기 멤버(카가 카에데, 요코야마 레이나)가 합류 후 첫 발매되는 싱글.
- 추간판 탈출증의 요양으로 활동 휴지 중인 사토 마사키는 레코딩 불참가.
- 초회한정반 A, B, SP, 통상반 A, B의 5 형태로 발매.
- 초회한정반 A, B, SP에는 DVD가 같이 수록되고 있다.
- 모든 초회한정반에는 이벤트 추첨 일련 번호 카드가 봉입되고 있다.
- 초회한정반 SP 곡 중 "モーニングみそ汁"은 마루코베 CM송이며, 메이저 데뷔 싱글 "モーニングコーヒー"를 리메이크. "Get you!"는 샷시닝구무스메(모닝구무스메'17와 HKT48의 사시하라 리노의 콜라보 유닛)로서 데뷔곡. 이 곡은 AKB48의 여덟 번째 앨범 "サムネイル"(2017년 1월 25일 발매)에 수록되어 있다.

## 수록곡

### CD

#### 초회한정반 A ・ B ・ 통상반
1. BRAND NEW MORNING
작사 : 호시베 쇼우 / 작곡 : Jean Luc Ponpon, 호시베 쇼우 / 편곡 : Jean Luc Ponpon
2. ジェラシー ジェラシー
작사, 작곡 : 층쿠 / Rap 어레이지 : U.M.E.D.Y. / 편곡 : 오쿠보 카오루
3. BRAND NEW MORNING (Instrumental)
4. ジェラシー ジェラシー (Instrumental)

#### 초회한정반 SP
1. BRAND NEW MORNING
2. ジェラシー ジェラシー
3. モーニングみそ汁
작사, 작곡 : 층쿠 / 편곡 : 히라타 쇼이치로
4. ジェラシー ジェラシー
작사 : 아키모토 야스시 / 작곡, 편곡 : 아라가키 유스케
5. BRAND NEW MORNING (Instrumental)
6. ジェラシー ジェラシー (Instrumental)

### DVD
초회한정반 A
1. BRAND NEW MORNING (Music Video)

초회한정반 B
1. ジェラシー ジェラシー (Music Video)

초회한정반 SP
1. モーニングみそ汁 (Music Video)
2. BRAND NEW MORNING (Dance Shot ver.)
3. ジェラシー ジェラシー (Dance Shot ver.)

## 차트
- 일간최고순위 2위 (오리콘 차트)
- 주간최고순위 2위 (오리콘 차트)